# میخ‌پنجه نوک‌سیاه
میخ‌پنجه نوک‌سیاه (نام علمی: Centropus bernsteini) نام یک گونه از سرده میخ‌پنجه است.